# زيجونج
زيجونج (بالصينية المبسطة:自贡، بالصينية التقليدية:自貢، بين ين:Zìgòng) مدينة صينية وتعتبر ثالث أكبر مدينة في مقاطعة سيشوان، جنوب غرب الصين.

## المناخ
يظهر الجدول التالي التغييرات المناخية على مدار السنة لزيجونج:
| البيانات المناخية لـزيجونج                       | البيانات المناخية لـزيجونج | البيانات المناخية لـزيجونج | البيانات المناخية لـزيجونج | البيانات المناخية لـزيجونج | البيانات المناخية لـزيجونج | البيانات المناخية لـزيجونج | البيانات المناخية لـزيجونج | البيانات المناخية لـزيجونج | البيانات المناخية لـزيجونج | البيانات المناخية لـزيجونج | البيانات المناخية لـزيجونج | البيانات المناخية لـزيجونج | البيانات المناخية لـزيجونج |
| الشهر                                            | يناير                      | فبراير                     | مارس                       | أبريل                      | مايو                       | يونيو                      | يوليو                      | أغسطس                      | سبتمبر                     | أكتوبر                     | نوفمبر                     | ديسمبر                     | المعدل السنوي              |
| ------------------------------------------------ | -------------------------- | -------------------------- | -------------------------- | -------------------------- | -------------------------- | -------------------------- | -------------------------- | -------------------------- | -------------------------- | -------------------------- | -------------------------- | -------------------------- | -------------------------- |
| الدرجة القصوى °م (°ف)                            | 18.1 (64.6)                | 24.0 (75.2)                | 32.0 (89.6)                | 35.1 (95.2)                | 37.3 (99.1)                | 37.6 (99.7)                | 38.1 (100.6)               | 41.1 (106.0)               | 38.3 (100.9)               | 31.3 (88.3)                | 26.3 (79.3)                | 18.8 (65.8)                | 41.1 (106.0)               |
| متوسط درجة الحرارة الكبرى °م (°ف)                | 10.1 (50.2)                | 12.8 (55.0)                | 17.5 (63.5)                | 23.1 (73.6)                | 27.3 (81.1)                | 28.7 (83.7)                | 31.2 (88.2)                | 31.2 (88.2)                | 26.7 (80.1)                | 21.1 (70.0)                | 16.9 (62.4)                | 11.3 (52.3)                | 21.5 (70.7)                |
| المتوسط اليومي °م (°ف)                           | 7.6 (45.7)                 | 9.8 (49.6)                 | 13.7 (56.7)                | 18.6 (65.5)                | 22.7 (72.9)                | 24.6 (76.3)                | 26.9 (80.4)                | 26.7 (80.1)                | 23.0 (73.4)                | 18.2 (64.8)                | 14.0 (57.2)                | 8.9 (48.0)                 | 17.9 (64.2)                |
| متوسط درجة الحرارة الصغرى °م (°ف)                | 5.7 (42.3)                 | 7.6 (45.7)                 | 10.9 (51.6)                | 15.3 (59.5)                | 19.3 (66.7)                | 21.6 (70.9)                | 23.8 (74.8)                | 23.6 (74.5)                | 20.5 (68.9)                | 16.2 (61.2)                | 11.9 (53.4)                | 7.2 (45.0)                 | 15.3 (59.5)                |
| أدنى درجة حرارة °م (°ف)                          | −1.2 (29.8)                | 0.6 (33.1)                 | 0.8 (33.4)                 | 6.6 (43.9)                 | 10.4 (50.7)                | 15.3 (59.5)                | 18.5 (65.3)                | 17.6 (63.7)                | 14.4 (57.9)                | 5.5 (41.9)                 | 2.5 (36.5)                 | −1.8 (28.8)                | −1.8 (28.8)                |
| الهطول مم (إنش)                                  | 12.7 (0.50)                | 18.5 (0.73)                | 31.1 (1.22)                | 62.4 (2.46)                | 95.7 (3.77)                | 176.5 (6.95)               | 204.9 (8.07)               | 180.9 (7.12)               | 113.0 (4.45)               | 52.9 (2.08)                | 28.0 (1.10)                | 13.0 (0.51)                | 989.6 (38.96)              |
| متوسط الرطوبة النسبية (%)                        | 83                         | 80                         | 75                         | 74                         | 73                         | 80                         | 81                         | 80                         | 83                         | 85                         | 82                         | 83                         | 80                         |
| المصدر: China Meteorological Data Service Center |                            |                            |                            |                            |                            |                            |                            |                            |                            |                            |                            |                            |                            |

## أعلام
- لي غي
- تشنغ هوي
- قاو مين